# Chimarra atilanoi
Chimarra atilanoi är en nattsländeart som beskrevs av Roger J. Blahnik 1998. Chimarra atilanoi ingår i släktet Chimarra och familjen stengömmenattsländor. Inga underarter finns listade i Catalogue of Life.